# Пионтковский, Андрей Андреевич (юрист)
Андрей Андреевич Пионтковский (1898—1973) — советский учёный-правовед, специалист в области уголовного права и криминологии, философии и методологии юридической науки, доктор юридических наук, профессор, член-корреспондент АН СССР (1968), Заслуженный деятель науки РСФСР (1943), вице-президент Международной ассоциации уголовного права, почётный доктор Варшавского университета.

## Биография
Родился 8 августа 1898 года в Ярославле. Сын известного российского учёного-правоведа Андрея Антоновича Пионтковского. Брат — историк Сергей Андреевич Пионтковский.
В 1918 году окончил юридический факультет Казанского университета.
С 1921 года преподавал в Туркестанском университете, с 1923 года — в Московском университете. В 1924 году ему присваивается звание профессора. с 1931 года — в Московском юридическом институте, где вплоть до 1950 заведовал кафедрой уголовного права, по совместительству работая также в ВИЮН и ВЮА с 1950 года — во Всесоюзном институте криминалистики, с 1955 года работал в Институте государства и права АН СССР. Автор учебников по общей и особенной частям советского уголовного права.
В 1946—1951 годах член Верховного суда СССР.
В 1968 году избран членом-корреспондентом Академии наук СССР, вице-президентом Международной ассоциации уголовного права, с 1971 года — почётный доктор Варшавского университета.
Скончался 9 ноября 1973 года. Похоронен в Москве в колумбарии Новодевичьего кладбища.
Сын — математик, политолог и общественный деятель Андрей Андреевич Пионтковский (род. 1940).
Внёс большой вклад в науку и советское законодательство. Участвовал в рабочей комиссии по подготовке Исправительно-трудового кодекса, принято в 1924 году. В конце 1950-х годов один из активнейших участников разработки нового общесоюзного уголовного законодательства СССР и Уголовного кодекса РСФСР.
Разрабатывал марксистскую теорию уголовного права, изучал зарубежное уголовное право теоретически разрабатывал проблемы теории и философии права. Одним из первых высказал предположений, что по мере ослабления общего предупреждения задача специального предупреждения при применении уголовного наказания должна всё больше в области борьбы с преступностью выдвигаться на первое место, лишь спустя годы получившей признание у советских юристов. Критик меновой концепции уголовного права Е. Б. Пашуканиса. Отстаивал гуманистические идеи, выступал против взгляда на кару и возмездие как цель уголовного наказания. По его инициативе в СССР активно переводились и издавались труды зарубежных учёных в области уголовного права и криминалистики.

## Основные труды
- Вопросы уголовного права в сочинениях В.И. Ленина.  — К.: Юрид. изд-во Украины, 1930. — 431 c.
- Уголовная политика Японии. — М.: Советское законодательство, 1936. — 229 с.
- Уголовно-правовые воззрения Канта, А. Фейербаха и Фихте. — М.: Изд. НКЮ СССР, 1940. — 192 с.
- Уголовно-правовая теория Гегеля в связи с его учением о праве и государстве. — М.: Изд. ВИЮН Минюста СССР, 1948. — 367 с.
- Учение о преступлении по советскому уголовному праву. — М.: Изд. юрид. литературы, 1961. — 667 с.
- Учение Гегеля о праве и государстве и его уголовно-правовая теория. — М.: Изд. юрид. литературы, 1963. — 468 с.
- Философия права Гегеля и марксизм // Философия Гегеля и современность. — М., 1973.
- Теория права и государства Канта // Философия Канта и современность. — М., 1974.